# Comportament informacional
El comportament informacional (en anglès information behaviour) és el conjunt d'accions que un individu desenvolupa en interaccionar amb un sistema d'informació. Aquestes accions poden desenvolupar-se de manera activa, quan es produeix l'acte comunicatiu de forma conscient i voluntària, o de manera passiva, quan es rep una informació sense una necessitat conscient ni una intenció d'ús, com, per exemple, quan es mira la televisió o s'escolta la ràdio, on la informació es dirigeix a múltiples receptors de variats interessos. El comportament informacional no només té un vessant individual sinó que també pot ser col·laboratiu (Comportament informacional col·laboratiu).

## Concepte
Segons Fisher, Erdelez y McKechnie (2005), el comportament informacional és l'estudi de qualsevol experiència d’un individu o grup d’individus relacionada amb la necessitat, recerca, gestió, difusió i ús de la informació d'acord amb els requeriments observats per l’investigador o expressats per l’usuari del sistema.
El terme va ser creat per Thomas D. Wilson en un article del 1981, per substituir el terme 'necessitat d'informació', que usaven els professionals d'aleshores del món de la documentació. Wilson es va adonar que “necessitat d’informació” es referia a un estat mental, una cosa no observable empíricament, més propi del camp de la psicologia que no pas de la documentació, i, en canvi, el comportament informacional, és a dir, les accions individuals o col·lectives encaminades a la cerca d'informació, sí que serien observables.
Existeixen nombrosos treballs en referència al comportament informacional, com el de Thomas D. Wilson (1981) “On user studies” o el de Brenda Dervin i Michael S. Nila (1986) “Information needs and uses”, entre d'altres. Tots ells mostren els resultats obtinguts de les investigacions sobre comportament informacional i van establir les bases dins aquest àmbit des dels anys 80 al segle xx.
Va ser gràcies a la introducció per part de Wilson del concepte “Information seeking behaviour” que es va començar l'estudi del procés de recerca d’informació fixant-se en dimensions i variables més àmplies, la qual cosa permet als investigadors arribar a conclusions veritablement útils per a la planificació de sistemes d’informació. Com a conseqüència d’aquest canvi de plantejament es va abandonar el terme “necessitat d’informació” per passar a parlar de “information behaviour”, és a dir, comportament informacional per a referir-se a la totalitat de la conducta humana amb relació a les fonts i canals d’informació tant pel que fa a la recerca activa i passiva i a l'ús de la informació (Wilson, 2000)
En referència a la traducció al català, entre els especialistes s'ha consolidat l'ús del substantiu adjectivat "informacional" per a traduir el concepte de Wilson. Si bé és cert que la lexicologia catalana no ha normalitzat aquest terme, sí que està consolidat en altres conceptes diferents com per exemple la "societat informacional" de Manuel Castells.

## Paradigmes
De la mateixa manera que es canvia el nom de l’objecte d’estudi també hi ha un canvi en l'enfocament de la investigació. Cap a l’any 1986 Dervin i Nilan insinuen que també s'està produint un canvi de paradigma en els estudis del comportament informacional i que s'està donant pas a noves teories i models metodològics que el que intenten és observar el procés de cerca d’informació des del punt de vista de l’usuari més que del sistema d'informació.
| PARADIGMA ORIENTAT AL SISTEMA O TRADICIONAL    | PARADIGMA ORIENTAT A L’USUARI O ALTERNATIU      |
| ---------------------------------------------- | ----------------------------------------------- |
| Informació objectiva                           | Informació subjectiva                           |
| Usuaris passius                                | Usuaris actius                                  |
| Transituacional                                | Situacional                                     |
| Visió parcial del procés de cerca d’informació | Visió integral del procés de cerca d’informació |
| Conducta externa                               | Pensaments interns                              |
| Individualitat caòtica                         | Individualitat sistemàtica                      |
| Metodologia quantitativa                       | Metodologia qualitativa                         |

El paradigma orientat al sistema i el nou paradigma orientat a l’usuari conviuen i són complementaris des del principi amb la finalitat que els estudis sobre comportament informacional siguin útils per a la planificació i la millora dels sistemes d’informació, però el que és cert és que encara ara té més rellevància el rumb del paradigma tradicional centrat en el sistema.

## Nivells de concreció

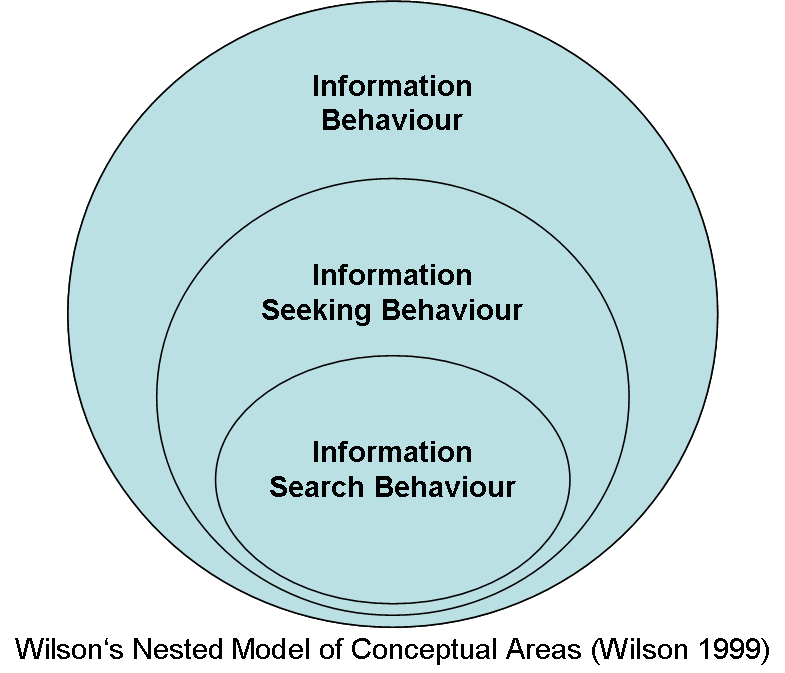
Model d'àrees conceptuals segons Wilson

Existeixen molts de models teòrics que tracten sobre el concepte de comportament informacional amb perspectives diferents, tot i així en algun cas poden ser complementàris. En l’actualitat el que es fa servir és el Model imbricat de Wilson que parla dels aspectes inclosos en aquest concepte.
El concepte de comportament informacional engloba qualsevol aspecte del comportament de les persones en relació amb la cerca d'informació, les motivacions prèvies, els procediments i els usos que se'n faci. També inclou la comunicació cara a cara i la recepció passiva d'informació així com la cerca d'informació col·laborativa. Ara bé, segons el grau de concreció hi ha dos conceptes inclosos dins d'aquesta denominació:
En primer lloc com a àrea específica integrant del comportament informacional, trobem el comportament de recerca d'informació (information seeking behaviour) que es refereix al procés relatiu a la recerca d'informació de forma activa perquè n'existeix la necessitat. En conseqüència, la recerca d'informació implica que prèviament l'usuari ha estat conscient d'una manca d'informació i mitjançant la seva recerca aconseguirà un resultat del qual en farà ús. En segon lloc i com a subclassificació, trobem el comportament de recerca d'informació en un Sistema de recuperació d'informació (information search behaviour). En aquest cas s'estudia la relació entre l'usuari i el sistema en el procés de cerca d'informació.

## Models de comportament informacional
La pràctica de l'estudi del comportament informacional es fragmenta en estadis on es focalitzen diferents aspectes, els quals observen diferents models com la cerca, la recuperació i l'ús de la informació.
En el cas d'una necessitat d'informació, conscient i activa, la identificació d'aquesta necessitat i el plantejament de comportament en la cerca d’informació (Information seeking behaviour) representen el punt de partida per l'estudi del comportament informacional. És llavors quan l'individu tria el sistema d'informació, que pot ser manual (diaris, biblioteques, etc.) o de tipus informàtic (bases de dades, Internet, etc.).
En el model de comportament en la recuperació d’informació (Information searching behaviour) s'observa el conjunt d'accions en la interacció de l'individu amb el sistema d'informació triat, és a dir, l'estratègia de cerca més o menys complexa i de quina manera selecciona els resultats i jutja la rellevància d'aquests.
Com a últim estadi, s'analitzaria el comportament en l'ús de la informació (Information use behaviour) seleccionada que l'usuari fa i de quina manera la incorpora a la seva base de coneixement o al coneixement col·lectiu.

## Comportament informacional i l'entorn
A l’àmbit de la informació i documentació és necessari saber analitzar l'entorn organitzacional i social des del prisma de la mateixa disciplina tenint en compte el lligam que hi ha entre individualitat i col·lectivitat.
L'entorn informacional és el conjunt d’una sèrie de factors. El primer seria els distints cercles o entorns en què es relaciona cada usuari en cada una de les facetes de la seva vida (família, club esportiu, ONG, etc) en què hi ha un intercanvi d'informació. El segon és el mateix espai físic, tant de treball com d’estudi (biblioteques, arxius, viatges en tren, etc) que condiciona les possibilitats d’intercanvi d’informació informal. En tercer lloc hi ha les pantalles a través de les quals interacciona amb la informació (ordinador, telèfon mòbil, paper, etc). Per acabar, cal considerar si s'està participant en alguna xarxa d’intercanvi d’informació (Facebook, Twitter, com a exemples de xarxa per internet; pertànyer a un club de futbol concret o a una associació animalista són exemples de xarxes fora d’internet).
Per a conèixer el comportament informacional de l’usuari o de la col·lectivitat cal centrar-se en quatre facetes: captura, estructuració, ús i difusió.

## Comportament informacional i coneixement
L'estudi del comportament informacional és important, sobretot per la seva relació amb la creació de coneixement. Els experts han demostrat que la generació del coneixement es duu a terme quan les persones interaccionen amb la informació; així doncs, en les polítiques i programes de gestió del coneixement, els resultats dels estudis de comportament informacional són claus per desenvolupar fórmules que permetin formar individus competents informativament.
En les organitzacions, el fet que un individu o grup d'individus siguin competents informativament és un valor altament reconegut, ja que l'aprofitament del coneixement en benefici dels objectius globals i la competitivitat és molt elevat.